# Вольмарі Ісо-Голло
Вольмарі Ісо-Голло  (фін. Volmari Iso-Hollo, 1 травня 1907 — 23 червня 1969) — фінський легкоатлет, олімпійський чемпіон.

## Виступи на Олімпіадах
| Олімпіада         | Дисципліна           | Місце |
| ----------------- | -------------------- | ----- |
| Лос-Анджелес 1932 | біг на 10 000 метрів | 2     |
| Лос-Анджелес 1932 | стиплчез             | 1     |
| Берлін 1936       | біг на 10 000 метрів | 3     |
| Берлін 1936       | стиплчез             | 1     |